# Nei Tituaabine
In de mythologie van Micronesië en Kiribati is Nei Tituaabine een roodhuidige maagd, die verliefd werd op het roodhuidige stamhoofd Auriaria. Ze hadden geen kinderen. Nei Tituaabine stierf, en uit haar graf groeiden drie bomen, een kokosnootboom uit haar hoofd, een pandanus uit haar hakken en een amandelboom uit haar navel. Ze werd hierdoor een boomgodin.